# Qayyum Raishyan
Qayyum Raishyan (* 5. Dezember 2000 in Singapur), mit vollständigen Namen Qayyum Raishyan bin Rahmat, ist ein singapurischer Fußballspieler.

## Karriere
Qayyum Raishyan erlernte das Fußballspielen in der Jugendmannschaft der National Football Academy. Seinen ersten Vertrag unterschrieb er am 1. Januar 2019 bei den Young Lions. Die Young Lions sind eine U23-Mannschaft, die 2002 gegründet wurde. In der Elf spielen U23-Nationalspieler und auch Perspektivspieler. Ihnen soll die Möglichkeit gegeben werden, Spielpraxis in der ersten Liga, der Singapore Premier League, zu sammeln. Für die Young Lions bestritt er neun Erstligaspiele. Ende September 2020 wurde sein Vertrag nicht verlängert. Vom 1. Oktober 2020 bis Anfang April 2022 war er vertrags- und vereinslos. Am 2. April 2022 verpflichtete ihn der Erstligist Geylang International. Bei Geylang, wo er ein Erstligaspiel bestritt, stand er bis Saisonende 2022 unter Vertrag.